# العلاقات الدنماركية اللاوسية
العلاقات الدنماركية اللاوسية هي العلاقات الثنائية التي تجمع بين الدنمارك ولاوس.

## مقارنة بين البلدين
هذه مقارنة عامة ومرجعية للدولتين:
| وجه المقارنة                                              | الدنمارك                                                     | لاوس        |
| --------------------------------------------------------- | ------------------------------------------------------------ | ----------- |
| المساحة (كم2)                                             | 42.92 ألف                                                    | 236.80 ألف  |
| عدد السكان (نسمة)                                         | 5.79 مليون                                                   | 6.86 مليون  |
| الكثافة السكانية (ن./كم²)                                 | 134.9                                                        | 28.97       |
| العاصمة                                                   | كوبنهاغن                                                     | فيينتيان    |
| اللغة الرسمية                                             | اللغة الدنماركية                                             | اللغة اللاو |
| العملة                                                    | كرونة دنماركية                                               | كيب لاوي    |
| الناتج المحلي الإجمالي (بليون دولار)                      | 324.87 مليار                                                 | 16.85 مليار |
| الناتج المحلي الإجمالي (تعادل القوة الشرائية) بليون دولار | 278.61 مليار                                                 | 38.71 مليار |
| الناتج المحلي الإجمالي الاسمي للفرد دولار أمريكي          | 51.99 ألف                                                    | 1.82 ألف    |
| الناتج المحلي الإجمالي للفرد دولار أمريكي                 | 45.54 ألف                                                    |             |
| مؤشر التنمية البشرية                                      | 0.900                                                        | 0.575       |
| رمز المكالمات الدولي                                      | +45                                                          | +856        |
| رمز الإنترنت                                              | .dk                                                          | .la         |
| المنطقة الزمنية                                           | توقيت وسط أوروبا، ت ع م+02:00، ت ع م+01:00، أوروبا/كوبنهاجن ‏ | ت ع م+07:00 |

## منظمات دولية مشتركة
يشترك البلدان في عضوية مجموعة من المنظمات الدولية، منها:
| علم المنظمة | اسم المنظمة                        | تاريخ انضمام الدنمارك | تاريخ انضمام لاوس |
| ----------- | ---------------------------------- | --------------------- | ----------------- |
|             | بنك التنمية الآسيوي                | 1966                  | 1966              |
|             | مؤسسة التنمية الدولية              | 30 نوفمبر 1960        | 28 أكتوبر 1963    |
|             | يونسكو                             | 4 نوفمبر 1946         | 9 يوليو 1951      |
|             | وكالة ضمان الاستثمار متعدد الأطراف | 12 أبريل 1988         | 5 أبريل 2000      |
|             | الأمم المتحدة                      | 24 أكتوبر 1945        | 14 ديسمبر 1955    |
|             | البنك الدولي للإنشاء والتعمير      | 30 نوفمبر 1960        | 5 يوليو 1961      |
|             | منظمة حظر الأسلحة الكيميائية       | ?                     | ?                 |
|             | مؤسسة التمويل الدولية              | 20 يوليو 1956         | 29 يناير 1992     |
|             | منظمة الشرطة الجنائية الدولية      | ?                     | ?                 |

## وصلات خارجية
- موقع وزارة الخارجية الدنماركية
- موقع وزارة الخارجية اللاوسية